# 水星
水星（拉丁語：Mercurius），中國古稱辰星；據說，古人觀察辰星呈深灰色，黑色於「五行」屬水，深灰近於黑色，而命名為水星。
水星是太陽系的八大行星中最小和最靠近太陽的行星。軌道週期是87.9691 地球日，從地球上看，它大约116天左右與地球會合一次，公转速度遠遠超過太阳系的其他星球。水星的快速運動使它在羅馬神話中被稱為墨丘利，是快速飛行的信使神。由于大氣層极为稀薄，无法有效保存热量，水星表面昼夜温差极大，为太阳系行星之最。白天时赤道地區温度可达432°C，夜间可降至-172°C。極區气温則終年維持在-172°C以下。水星的軸傾斜是太陽系所有行星中最小的（大約1/30度），但它有最大的軌道偏心率。水星在遠日點的距離大約是在近日點的1.5倍。水星表面充滿了大大小小的坑穴，外觀看起來與月球和其他衛星相似，顯示它的地質在數十億年來都處於非活動狀態。
水星无四季变化。它也是唯一與太陽軌道共振的行星。相對於恆星，它每自轉三圈的時間與它在軌道上繞行太陽兩圈的時間几乎完全相等。從太陽看水星，參照它的自轉與軌道上的公轉運動，是每兩個水星年才一個太陽日。因此，對一位在水星上的觀測者來說，一天相當於兩年。
因為水星的軌道位於地球的內側（與金星相同），所以它只能在晨昏之際與白天出現在天空中，而不會在子夜前後出現。同時，也像金星和月球一樣，在它繞著軌道相對於地球，會呈現一系列完整的相位。雖然从地球上觀察，水星會是一顆很明亮的天體，但它比金星更接近太陽，因此比金星還難看見。
從地球看水星的亮度有很大的變化，視星等從-2.3至5.7等，但是它與太陽的分離角度最大只有28.3°。當它最亮時，从技術角度上讲應該很容易就能從地球上看見它，但由于其距离太阳过近，實際上並不容易找到。除非有日全食，否則在太陽光的照耀下通常看不見水星。在北半球，只能在凌晨或黃昏的曙暮光中看見水星。而當大距出現在赤道以南的緯度時，在南半球的中緯度可以在完全黑暗的天空中看見水星。
水星軌道的近日點每世紀比牛頓力學的預測多出43角秒的進動，這種現象直到20世紀才從愛因斯坦的廣義相對論得到解釋。

## 概述
由於水星十分接近太陽，时常被太阳光所笼罩，勘測相当困難，因此我們對水星的所知相當有限，迄今只有兩艘太空船曾大致勘察过水星。第一艘是1974至1975年的水手10號，只描繪了45%的水星表面圖。第二艘是信使號，在2008年1月14日掠過水星，描繪了另外30%的表面。信使號於2011年3月17日再度抵達水星，並且進入環繞軌道，開始對水星表面進行全面的探測。
實際上，水星外觀很像月球，表面有許多的坑穴，沒有天然衛星，也沒有實際的大氣層；它有巨大的鐵核，磁場強度約是地球的1%
。由於水星有著巨大的核，富含金屬礦物的地質組成，使得它的密度非常高。水星的表面溫度為90至700K（-180至430°C），日下點是最熱的地方，靠近地理極的坑穴底部是溫度最低之處。 
水星的觀測紀錄可以追溯到西元前3,000年的蘇美爾人，希臘的赫西俄德時代稱之為（拉丁化：“Stilbon'”）（“the gleaming”）和“Hermaon”。今天英文中的名稱來自羅馬，是羅馬神話中眾神的信使墨丘利（Mercurius），相當於希臘的赫耳墨斯（Hermes）和巴比倫的纳布。在天文學上的符號是一個古老的占星符號，一個很有風格的版本是帶著有翅膀的頭盔持著眾神手杖（caduceus）的“傳信天使”。在西元前5世紀，希臘天文學家認為水星是兩個不同的天體，這是因為它時常交替地出現在太陽的兩側；一顆出現在日落之後，它被叫做墨丘利；另一顆則出現在日出之前，為了紀念太陽神阿波羅，它被稱為阿波羅。畢達哥拉斯後來指出他們實際上是相同的一顆行星。
在印度，水星被稱為“Budha”（बुध），是月亮之神（“Chandra”）的兒子；在希伯來，稱為“Kokhav Hamah”（כוכב חמה），意思是來自太陽的炎熱之星。
在中國，水星是五行之一，又稱為“辰星”。《五星占》，成书时间在汉朝初年，用列表的形式记录了从秦始皇元年（公元前246年）到汉文帝三年（公元前177年）70年间金星、木星、水星、土星、火星的位置其中，其中讲到“北方水，其帝颛顼，其丞玄冥，其神上为辰星。”就五星与五方、五行、五帝等作了严整的对应，这是将五大行星和五行学说相结合的最早记录。《晉書》內提及：「辰星曰北方冬水，智也，聽也。智虧聽失，逆冬令，傷水氣，罰見辰星。辰星見，則主刑，主廷尉，主燕趙，又為燕、趙、代以北；宰相之象。亦為殺伐之氣，戰鬥之象。又曰，軍於野，辰星為偏將之象，無軍為刑事。和陰陽，應效不效，其時不和。出失其時，寒署失其節，邦當大饑。當出不出，是謂擊卒，兵大起。在於房心間，地動。亦曰，辰星出入躁疾，常主夷狄。又曰，蠻夷之星也，亦主刑法之得失。色黃而小，地大動。光明與月相逮，其國大水。」

## 內部構造

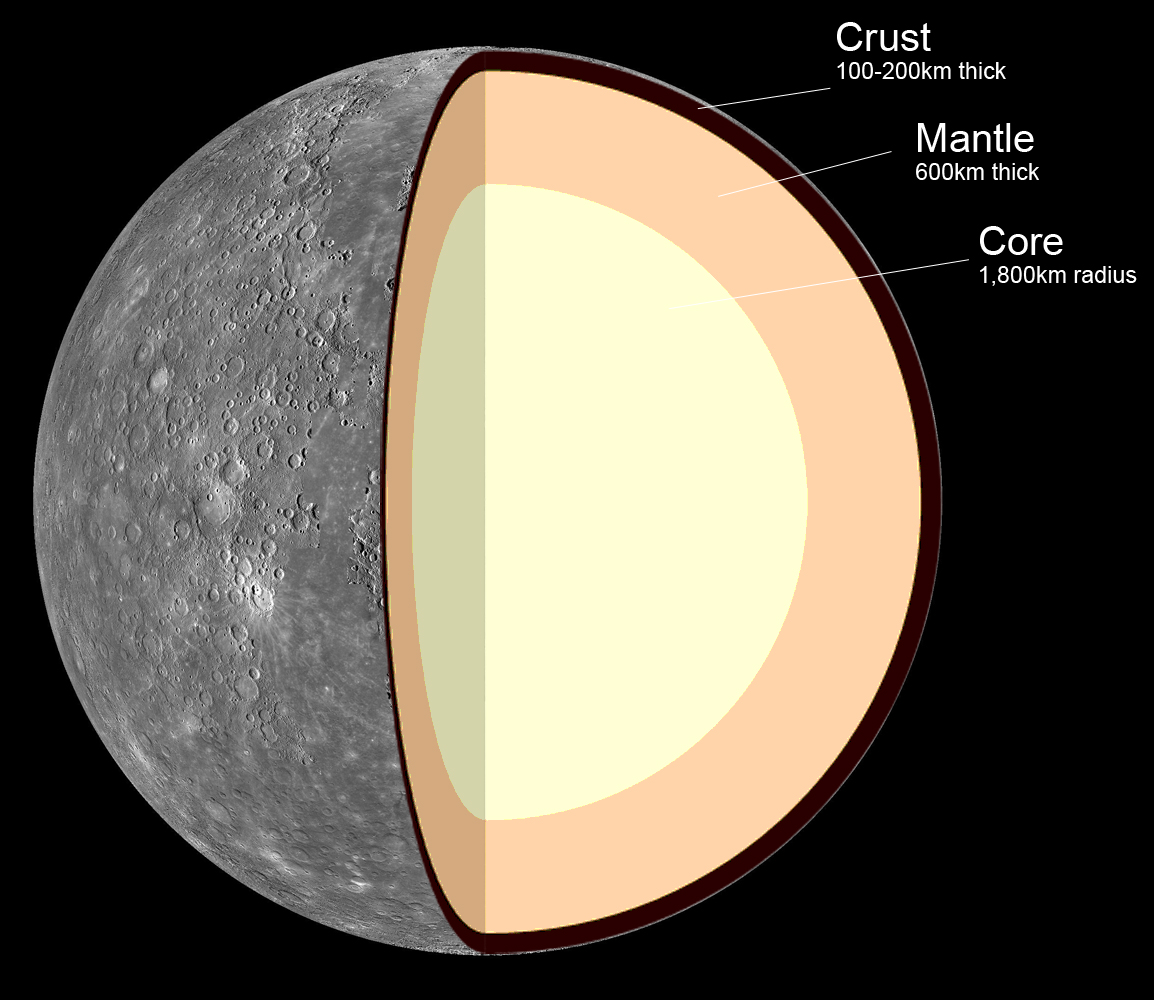
水星的内部结构:
1. 地壳: 厚度100–300 km
2. 地幔: 厚度600 km
3. 核心: 半径1,800 km

水星是太陽系內與地球相似的4顆類地行星之一，有著與地球一樣的岩石個體。它在赤道的半徑為2,439.7公里，是太陽系中最小的行星，水星甚至比一些巨大的天然衛星（如甘尼米德和泰坦）還要小 － 雖然質量較大。水星由大約70%的金屬和30%的矽酸鹽材料組成，水星的密度是每立方公分5.427公克，在太陽系中是第二高的，僅次於地球的每立方公分5.515公克。如果不考慮重力壓縮對物質密度的影響，水星物質的密度將是最高的。未經重力壓縮的水星物質密度是每立方公分5.3公克，相較之下地球物質只有每立方公分4.4。
從水星的密度可以推測其內部結構細節。地球的高密度，特別是核心的高密度，是由重力壓縮所導致的。水星的質量及重力是如此的小，它的內部不會被強力的擠壓，所以它要有如此高的密度，其核心必然是巨大的且含有許多的鐵。
地質學家估計水星的核心佔有體積的55%；地球的核心只佔體積的17%。水星富铁的核心占据了其总质量的至少60%，它的半径更是达到了水星半径的四分之三。最近的研究強烈支持水星有一個熔融的核心，包圍著核心的是500–700公里厚的矽酸鹽地函。太阳系类地行星中，只有水星和地球拥有全球性的磁场。天文学家认为這些磁場是由它們核心外层中的电流所产生。根據水手10號任務和從地球觀察的資料，水星的地殼被認為只有100-300公里的厚度。水星表面的一大特徵是有無數的窄脊，可以延伸到數百公里長，相信都是在水星的地殼凝固後，核心和地函因冷卻而收縮造成的。
水星核心含有的鐵高出太陽系內任何主要的行星，已經有幾種理論被提出來解釋。得到最廣泛支持的理論是水星原本有著類於於常見的球粒隕石金屬—矽酸鹽比率的核心，被認為是太陽系內典型的岩石物質，質量大約是目前质量的2.25倍。在太陽系早期的歷史中，水星可能遭受到一顆直徑數百公里，质量約為其1/6的微行星撞擊。這次撞擊剝離了大量原始的地殼和地函，留下的核心就相對的成為組成中較大的部分。这一假说得到了信使号分光仪对水星表面元素丰度观测的支持。一個類似的假說，稱為巨大撞擊假說，被用來解釋地球的衛星，月球的形成。
另一假說為，水星在太陽輸出的能量穩定下來之前就已經在太陽星雲中形成。這顆行星原本的質量是目前的兩倍，但在原行星的收縮過程中。當時水星的溫度可能在2,500-3,500K，並且可能高達10,000K，水星表面許多的岩石成份在如此的高溫下可能都汽化，成為大氣層中的“岩石蒸汽”，然後被太陽風帶走了。
第三種假說認為，太陽星雲造成水星吸積的物質被拖曳，這意味著水星表面較輕的物質會從吸積的材料中丟失。每種假說預測的水星表面有不同的成分，信使號和即將執行的貝皮可倫坡號任務都試圖經由觀測來測試上述的學說。信使號已經發現表面的鉀和硫的含量在預測水準之上，巨大撞擊假說的地殼和地函的汽化未曾發生，因為鉀和硫都會在這些事件的高溫下被驅離。此一發現似乎傾向於較輕的行星材料受到拖曳而離開，造成較重的金屬材料被濃縮。
信使号的分光仪已經测量水星的组成，科學家发现水星的岩石所含的镁比起地球或月球表面要多得多，而铝则少得多。

## 表面地質

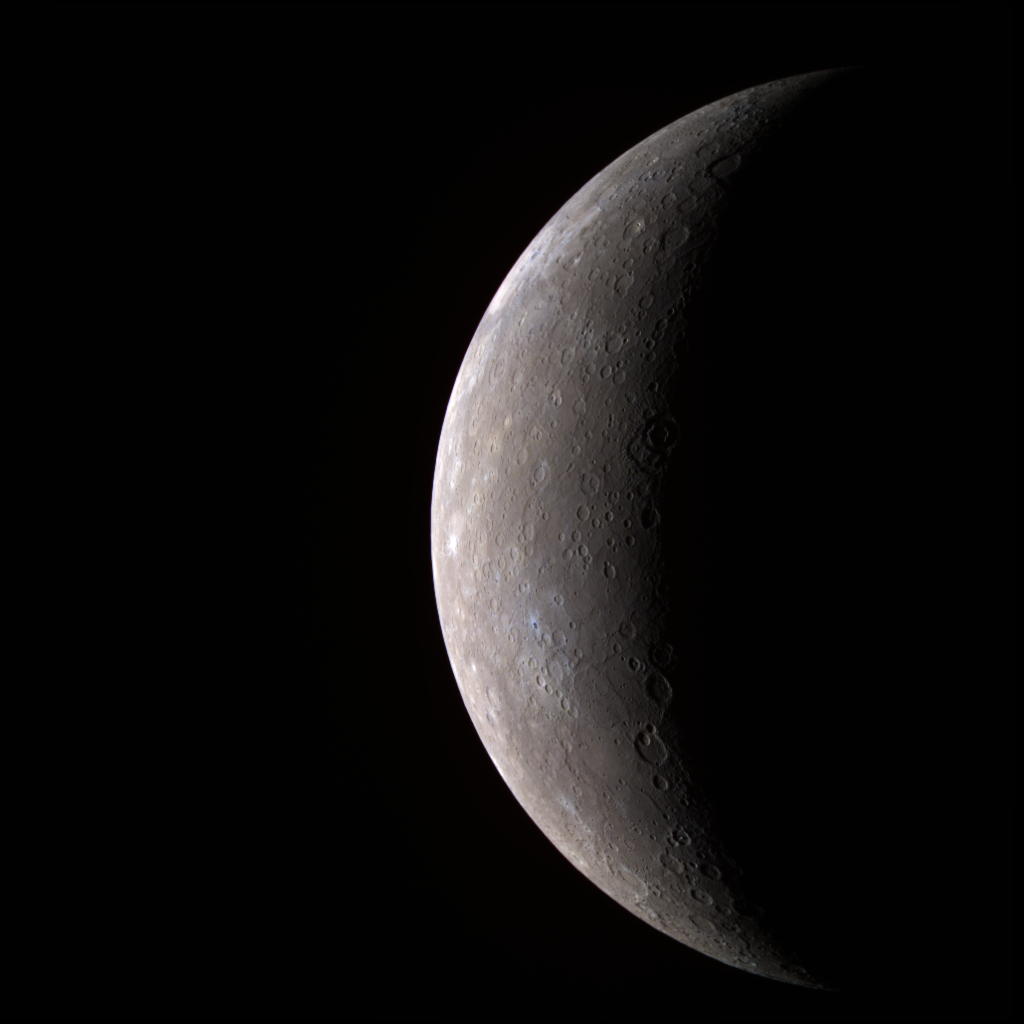
來自信使號的第一張水星假色影像

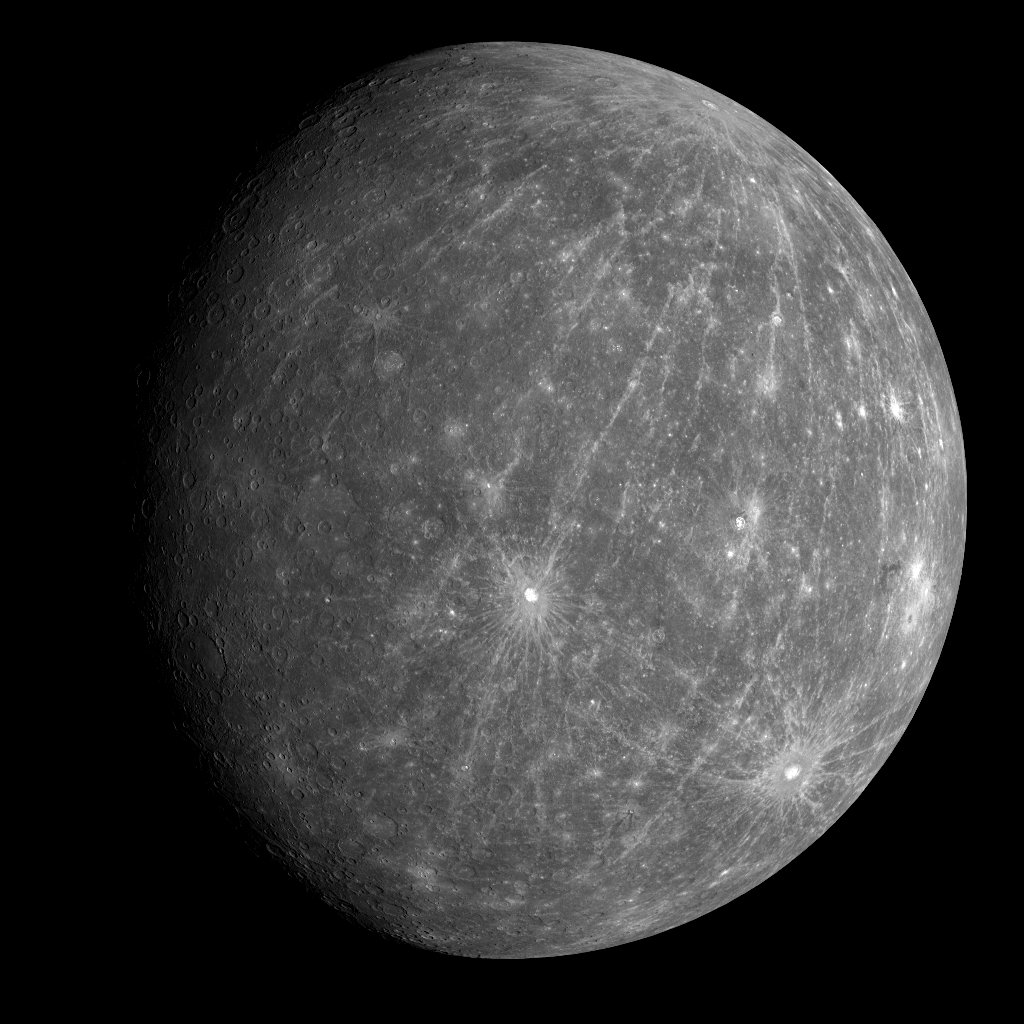
信使號飛越水星的第二張影像。柯伊伯撞擊坑剛好位於中央。廣泛的射紋系統來自頂部附近的北齋撞擊坑

水星的表面與月球很相似，呈現出像海的廣大平原和大量的撞擊坑，顯示它數十億年來都處於非地質活動狀態。我們對水星地質的認識建立在1975年飛越水星的水手10號和地面的觀測，它是我們了解最少的類地行星。當信使號最近飛越水星的資料被處理過後，這方面的知識將會有所增進。例如，科學家們已經發現一個不尋常的火山口輻射槽，稱之為“蜘蛛”。稍後，被重新命名為阿波羅多羅斯。
在水星表面特徵的命名有著不同的來源，取自已經過世的人名。坑穴使用藝術家、音樂家、書畫家和作家，他們都在各自的領域中有著傑出或基礎的貢獻。山脊或皺脊以對水星的研究有貢獻的科學家命名；窪地或地溝以建築師來命名。山脈以各種不同語言中熱門的單詞來命名；平原或平原低地以各種不同語言的水星之神名稱來命名。懸崖或峭壁以科學探險船命名；山谷或谷地則使用電波望遠鏡命名。
反照率特徵指使用不同領域的望遠鏡觀測，明顯的有不同反照率的地點。水星擁有山脊（有時也稱為皺脊），像月球的高地、山脈（山）、平原或平原低地 （Planitia）、懸崖（Rupes）和谷地（山谷）。
水星在46億年前形成時，曾經經歷過彗星和小行星短暫的輪番轟擊，在38億年前結束，可能是獨立發生的後期重轟炸期。在這些劇烈形成隕石坑的期間，由於缺乏大氣層來減緩撞擊，行星表面整個都被隕石坑覆蓋著。在這個期間，行星有著火山的活動，像是卡洛里盆地等盆地都被來自行星內部的岩漿覆蓋著，形成如同在月球上發現的海一樣的平原。
信使號於2008年10月28日飛越水星，讓研究人員獲得更多鑑別水星表面渾沌地形的資料。水星的表面比火星和月球更為複雜 及詭異，它包含了大量在兩者上都值得注意的類似地質，像是海和平原等。

### 撞擊盆地和坑穴
水星坑穴的範圍，在直徑上從小型的碗型腔到跨越數百公里的多環撞擊坑。從相對新鮮亮麗到高度退化火山口的殘餘物，展示了所有退化階段的現象。水星的撞擊坑與月球的有著微妙的差異，它們的噴發物覆蓋的區域小得多，這顯示水星有較強的表面重力。
已知最大的隕石坑之一是卡洛里盆地，直徑為1,550公里。撞擊並創建卡洛里盆地的影響是如此的強大，它造成的火山熔岩噴發，留下高度在2公里以上的同心圓環圍繞著隕石坑。在卡洛里盆地的對蹠點是不尋常的、被稱為「怪異地形」的大片丘陵地形區域。這種地形起源的一種假說是：撞擊出卡洛里盆地的激震波環繞著行星，匯聚在盆地的對蹠點（相距180度），結果造成了高應力的裂縫表面；另一種說法則認為是噴出物直接匯聚在卡洛里盆地對蹠點的結果。
整體而言，在已有的水星影像中大約已經發現15個撞擊盆地。一個顯著的盆地是400公里寬、有著多重環的托爾斯泰盆地，它的噴發物覆蓋造成的平原，從山脊和地板延伸達500公里。直徑625公里的貝多芬盆地有著相似規模的噴發覆蓋物。和月球一樣，水星的表面也有遭受太空風化過程的影響，包括太陽風和微隕石撞擊的影響。

### 平原
水星有兩種地質顯著不同的平原。在坑穴之間，起伏平緩、多丘陵的平原，是水星表面可見最古老的地區，早於猛烈的火山口地形。這些埋藏著隕石坑的平原似乎已湮滅許多較早的隕石坑，並且缺乏直徑在30公里以下，以及更小的隕石坑。還不清楚它們是起源於火山還是撞擊，這些埋藏著隕石坑的平原大致是均勻的分布在整個行星的表面。
其平原是廣泛的平坦區域，布滿了各種大大小小的凹陷，和月球的海非常相似。值得注意的是，它們廣泛的環繞在卡洛里盆地的周圍。不同於月海，水星平坦的平原和埋藏著隕石坑的古老平原有著相同的反照率。儘管缺乏明確的火山特徵，在地化的平台和圓角、分裂的形狀都強烈的支持這些平原起源於火山。值得注意的是，所有水星平坦平原的形成都比卡洛里盆地晚，比較在卡洛里噴發覆蓋物上可察覺的小隕石坑密度可見一斑。卡洛里盆地的地板填滿了獨特的平原地質，破碎的山脊和粗略的多邊形碎裂。不清楚是撞擊誘導火山熔岩，還是撞擊造成大片的融化。
行星表面一個不尋常的特徵是眾多的壓縮皺褶或懸崖，在平原表面交錯著。隨著行星內部的冷卻，它可能會略為收縮，並且表面開始變型，造成了這些特徵。凹陷也在其它地形，像是坑穴和平滑的平原，頂部看見，顯示這些皺褶是在最近才形成的。水星的表面也會被太陽扭曲—太陽對水星的潮汐力比月球對地球的強17倍。
信使号在水星北极地区发现了水星上最大的火山平原开阔区之一，覆盖面积约400万平方千米，深度几千米。它帮助确认了火山活动在水星历史的大多数时间里对于塑造其地壳起到了关键作用。

## 表面狀態和“大氣層”（外逸層）

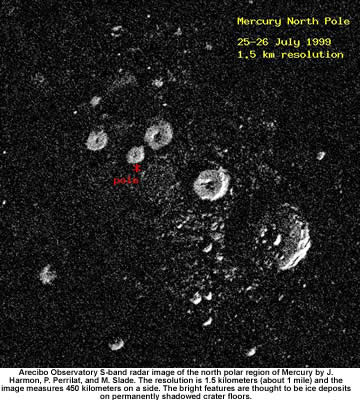
水星北極點的雷達影像

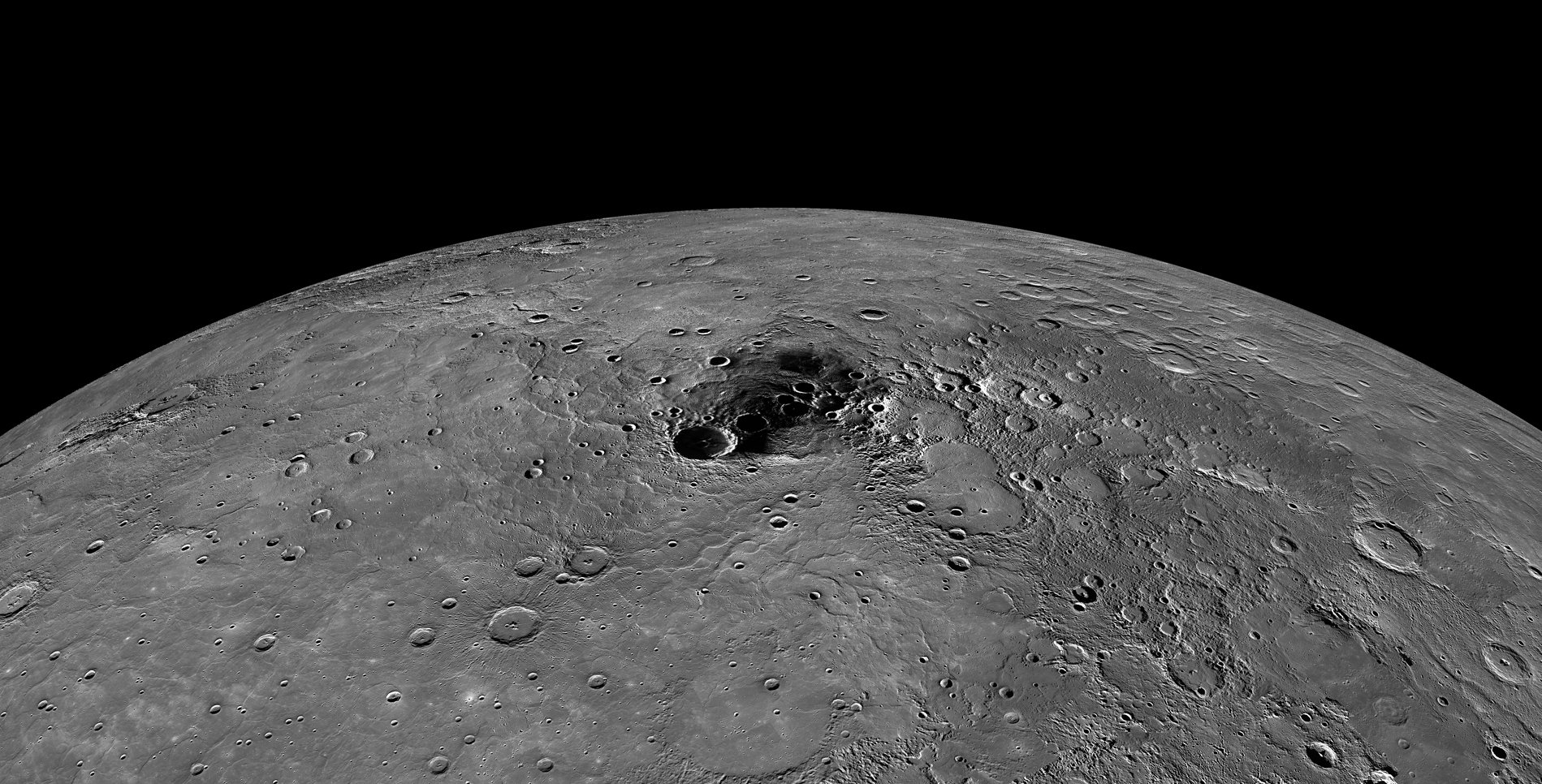
國家航空暨太空總署確認，在水星北極的永久陰暗坑洞內，發現隱藏著大量凍冰

由於缺乏大氣的包圍，水星表面的赤道和兩極之間有著陡峭的溫度差，溫度範圍從100K至700K。日下點的溫度在近日點時高達700K，而在遠日點時只有550K；在行星夜晚的那一側，平均溫度是110K。陽光的強度範圍是太陽常數（1,370 W·m−2）的4.59和10.61倍。
雖然水星表面的溫度在白天是非常的高，但觀測的結果仍然強烈的支持冰（凍結的水）存在於水星。在極區深坑的底部從未被陽光直接照射過，溫度依然維持在102K以下，遠低於全球的平均溫水冰強烈的反射了雷達，金石70米的望遠鏡和VLA在1990年代早期的觀測，透漏了在接近極區有非常高的雷達反射斑點。雖然冰不是造成這些反射區域的唯一可能原因，但天文學家相信冰是最有可能的。
相信冰的區域擁有大約1014–1015公斤的冰，並且可能覆蓋著一層表岩屑，抑制了昇華。相較之下，地球南極的冰層大約有4×1018公斤的冰，火星南極的冰帽大約有1016公斤的冰。水星上冰的來源還不清楚，但有兩種最可能的來源：從行星內部排放出來的，或是彗星撞擊造成的沉積。
2012年11月29日，水星探測衛星信使號團隊發言人表示，科學家在水星北極區域永遠曬不到太陽的陰暗坑洞內發現大量凍冰（重量可能多達1012公噸）。
水星不僅太小，而且太熱，因此它的引力不足以長期留住大氣層；但它確實有一個稀薄的、侷限在表面的外逸層，包含著氫、氦、氧、硫、鈣、鉀和其它元素。這個外逸層並不穩定，原子會不斷的失去和由其它不同的來源獲得補充。氫和氦可能來自太陽風，並在逃逸回太空之前先擴散至水星的磁層。元素的放射性衰變是水星地殼內氦、鈉和鉀的另一個來源。信使號發現鈣、氦、氫氧化物、鎂、氧、鉀、矽和鈉的比例偏高。也有水蒸氣的存在，組合的過程發表如下：彗星撞擊其表面，濺射創造出的水，其中的氫來自太陽風，氧來自岩石，和在極區坑洞內永久陰影下儲存的冰昇華。檢測到許多由水釋出的離子，如O+、OH-、和H2O+則是一個驚喜。由於這些為數可觀的離子是在水星的太空環境中發現的，因此科學家推測是被太陽風從水星表面或外逸層摧毀的分子。
在1980-1990年代，在大氣層中發現鈉、鉀、鈣，相信主要是表面的岩石被微隕石撞擊汽化導致的。在2008年，信使號探測器發現了鎂。研究指出，鈉的排放是區域性的點，對應於這顆行星的磁極。這將顯示出在磁層和行星表面之間的交互作用。

## 磁場和磁氣層

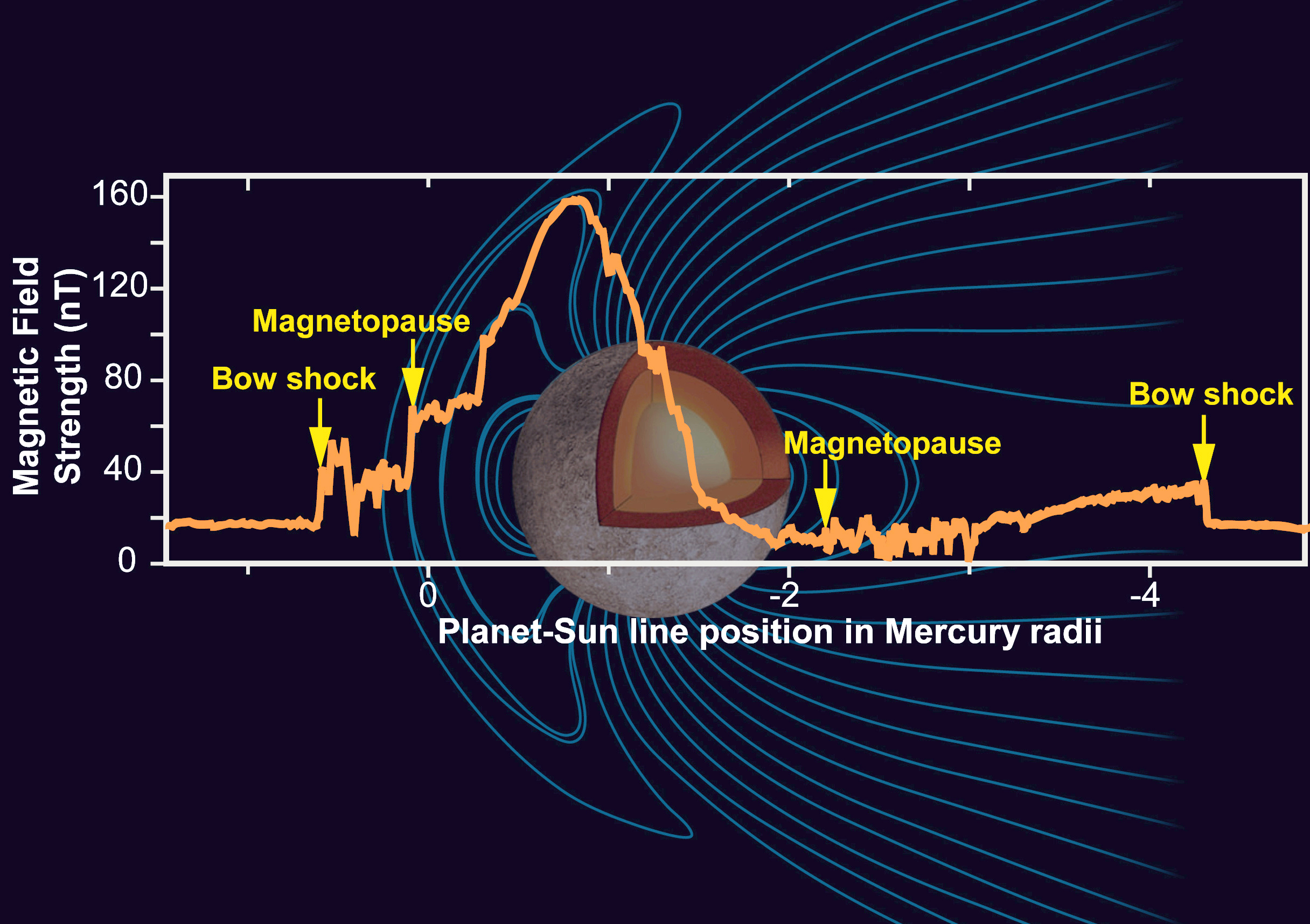
圖表顯示出水星磁場的相對強度

儘管水星很小和以59天的長週期自轉，水星仍有值得注意的全球性磁場。根據水手10號的測量，他的強度僅有地球的1.1%。在水星赤道的磁場強度大約是300nT。像地球一樣，水星的磁場是雙極的。不同於地球的是，水星的磁極和水星的自轉軸幾乎是一致的。來自水手10號和信使號兩艘太空船的測量，都指出水星磁場的強度和形狀都是穩定的。
這個磁場可能是經由發電機效應形成的，有些類似於地球的磁場。這種發電機效應起因於行星富含鐵的液體核心的循環，特別是行星軌道的高離心率帶來強烈的潮汐作用，使核心保持液態更是發電機效應所必須的。
水星磁場的強度足以偏轉圍繞著該行星的太陽風，創造出磁層。水星的磁層雖然很小，但已足以將地球包含在內，也強到可以將太陽風的電漿拘束在內，對行星表面的太空風化產生貢獻。水手10號太空船的觀測在水星夜半側的磁層內部偵測到低能量的電漿，在磁尾也偵測到高能量的微粒爆炸，這些都顯示了水星磁層的動力學性質。
在2008年10月6日的第二次飛掠水星，信使號發現水星的磁場有甚高頻的“滲漏”。太空船遭遇到磁性的“龍捲風”，即纏繞扭曲的磁場與行星磁場聯結並深入行星際空間，寬度達到800公里，或是行星半徑的1/3。這個龍捲風形成時夾帶著太陽風的磁場聯結到水星的磁場。隨著太陽風刮過水星的磁場，這些聯結的磁場會被攜走和扭曲成類似漩渦狀的結構。這些扭曲的磁通量管，技術上稱為通量傳輸事件，形成行星磁盾中開放的窗口，太陽風可以長驅直入並直接撞擊到水星的表面。
這種聯結行星際和行星磁場的過程稱為磁重聯，在宇宙中是很普遍的。它也發生在地球的磁場，通常也會產生磁場的龍捲風。信使號的觀測顯示重聯結的速率在水星高出了10倍。但依水星和太陽的距離，信使號觀測到的重聯結僅有1/3。

## 軌道和自轉
水星是所有的行星中離心率最大的；它的離心率是0.21，使它與太陽的距離在4600萬至7000萬公里的範圍之間變動。它以87.969地球日的週期完整地公轉太陽一圈。
右邊的水星軌道圖疊加上有著相同半長軸的圓形軌道，以顯示出軌道離心率造成的影響。以5天為間隔的標示顯示出在近日點時有著較大的距离，清楚的顯示出比較高的軌道速度。球的大小，與它們和太陽的距離成反比，用來說明日心距離的變化。到太陽距離的變化，結合行星的自轉，造成表面溫度複雜的變化。
這種共振使得一個水星日的長度是水星的兩年，或是大約176個地球日。
水星的軌道平面對地球的軌道平面（黃道）有著7度的傾斜，顯示在右圖中。結果是，水星橫越過太陽前方的凌日，只有在水星穿越黃道平面之際，也位於地球和太陽之間時才會發生。平均下來，大約7年才會發生一次。
水星的轉軸傾角幾乎是零，最佳的測量值小於0.027度。這明顯的遠小於木星，它是轉軸傾角第二小的行星，數值為3.1度。這意味著位於水星極點的觀測者，太陽中心點的高度永遠不會高於地平線上2.1弧分。
在水星表面上的某些點，觀測者可以看見太陽上升到半途時，會反轉回去日落，然後再度日出；在所有的點上，這些都發生在同一個水星日。這是因為在近日點前大約4個地球日時，水星軌道的角速度，幾乎與他的自轉速度相同，所以太陽的視運動會停滯；在近日點時，水星軌道的角速度超過水星自轉的角速度。因此，對假設在水星上的觀測者，會明顯的看到太陽逆行。通過近日點4天之後，在這些點上觀測到的太陽視運動又恢復正常了。
水星與地球內合（最靠近地球）的周期平均是116地球日，但是由於水星軌道的離心率，這個間隔從105日至129日不等。水星與地球的距離可以近到7730萬公里，但在AD28,622年之前不會接近至8000萬公里以內，最近的接近是在2679年的8210萬公里，然後是4487年的8200萬公里。從地球可以看見它逆行的時間大約是在內合前後的8-15天，所以會有如此大範圍差距變化，完全是因為它有著較大的離心率。

### 自旋軌道共振

在公轉一週之際，水星自轉1.5圈，所以完整的公轉兩週之後，同一個半球再度被照亮

1889年意大利天文学家喬凡尼·斯基亞帕雷利经过多年观测认为水星自转时间和公转时间都是88天。
許多年以來，水星被認為是與太陽同步的潮汐鎖定，在每一次的軌道公轉中都以同一面朝向太陽，就像月球始終以同一面朝向地球。在1965年的雷達觀測，美國天文學家才測量出水星自轉的精確週期是58.646天，證明水星以3:2的自旋軌道共振，每公轉太陽二次時也自轉三次；而水星軌道的高離心率使得此共振穩定—在近日點，太陽的潮汐力最強，太陽也平靜（穩定）的出現在最靠近水星的天空。
起初，天文學家認為它被同步鎖定的原因是，當水星在適合觀測的位置上時，它幾乎總是在3：2共振的相同位置上，因此呈現相同的面貌。這也是因為水星公轉週期與地球會合週期一半的巧合，由於水星3：2的自旋軌道共振，因此一太陽日（太陽兩次過中天的時間間隔）約176地球日 ，而一恆星日（自轉週期）則約59地球日。
模擬的研究顯示水星軌道的離心率是混亂的，在數百萬年的時間內會因為其它行星的攝動從接近0（圓形）至超過0.45之間變動。這被認為可以解釋水星的3：2自旋軌道共振（而非更常見的1：1），因為這種狀態在高離心率軌道的時期中是可能發生的。數值模擬顯示未來長期軌道共振，與木星的交互作用會造成近日點距離的增加，在未來的50億年內有1%的機率會與金星碰撞。

### 近日點的前進
1859年，法國數學家和天文學家于尔班·勒威耶報告水星環繞太陽的軌道有著牛頓力學和現有已知的行星攝動不能完滿解釋的緩慢進動。他建議用“另一顆行星（或一系列更微小天體）位於比水星更靠近太陽的軌道上”來處理這些攝動（其它的解釋包括太陽略微的扁平）。基於天王星的軌道受到擾動而發現了海王星的成功，使天文學家對這個解釋充滿了信心，並且這個假設的行星被命名為瓦肯，但是始終未能發現這顆行星。
水星相對於地球的近日點進動是每世紀5,600弧秒（1.5556度），或是相對於慣性ICFR每世紀574.10±0.65弧秒；但牛頓力學考慮了來自其它行星所有的影響，預測的進動只有每世紀5,557弧秒（1.5436度）。在20世紀初期，愛因斯坦的廣義相對論對觀測到的進動提供了解釋。這個效應非常小：水星近日點的相對論進動是每世紀42.98弧秒，剛剛好是之前不足的值；然而，在經歷1,200萬次的公轉之後，它仍有一點點的過剩。其它行星也有非常類似的情形，但是影響小了很多：金星是每世紀8.62弧秒，地球是3.84弧秒，火星是1.35弧秒，伊卡路斯是10.05弧秒。

## 座標系統
水星的經度是向西增加的，一個被命名為Hun Kal的小坑穴被選定作為經度的參考點，它的中心被定義為西經20°
。

## 觀測

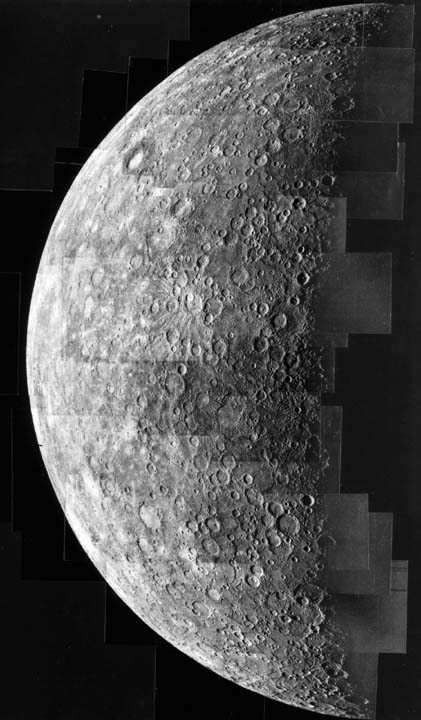
1974年水手號太空船的馬賽克影像

水星的視星等介於 −2.6等（比最亮的恆星天狼星更亮）和 +5.7等（接近理論上裸眼可見的極限值）之間。這兩個極端值都出現於水星在天空中的視位置接近太陽的時候。由於它很接近太陽，因此觀測上很麻煩，大部分的時間都會迷失在陽光中，只有在日出前或日落後短暫的暮曙光內可以看見。
水星像其它一些行星和明亮的恆星一樣，可以在日全食的時間被看見。
像月球和金星一樣，從地球上可以觀察到水星的相位。它的“新月”出現在內合，“滿月”出現在在外合。由於它相對的過度貼近太陽，因此從地球上是看不見水星呈現這兩種相位。

## 探索

### 早期
水星最早被閃族人在（公元前三千年）發現，他們叫它 Ubu-idim-gud-ud。最早的詳細記錄觀察數據的是巴比倫人，他們叫它 gu-ad 或 gu-utu。希臘人給它起了兩個古老的名字，當它出現在早晨時叫阿波羅，當它出現在傍晚叫赫耳墨斯，但希臘天文學家知道這兩個名字表示的是同一星体。希臘哲學家赫拉克利特甚至已经認為水星和金星（維納斯星）是繞太陽公轉的而不是地球。水星的觀測因為它過於接近太陽而變的非常複雜；在地球可以觀測它的唯一時間是在日出或日落時。

### 美國國家航空暨太空總署
第一個靠近水星的航天器是水手10號。另一個被美國國家航空暨太空總署批准的計畫，被命名為MESSENGER（“信使號”，是 MErcury Surface, Space ENvironment, GEochemistry, and Ranging 的字母縮寫，意為 “水星表面、空間環境、地理化學和全向遙測”），信使號已在2004年8月發射，2011年3月18日进入围绕水星运行的轨道，成为首颗围绕水星运行的探测器。

#### 水手10號
第一艘探測水星的太空船是NASA的水手10號（1974-1975年）。這艘太空船使用金星的引力調整它的軌道速度，使它能夠接近水星，並使它成為第一艘使用重力助推效應，和NASA第一次拜訪多顆行星的太空任務。水手10號提供了第一批的水星表面特寫影像，其中立刻顯示出水星有大量環型山的性質，並透漏許多其他類型的地質特徵，像是巨型的陡坡，後來歸因於水星的鐵核冷卻時稍為收縮造成的。不幸的是，由於水星軌道公轉週期的長度，使得水手10號每次接近時觀察的都是水星的同一側。這使得水手10號不可能觀察到完全的水星表面，結果是完成的水星表面地圖少於45%。
在1974年3月27日，首次飛越水星的兩天前，水手10號的儀器意外的發現水星附近有大量的紫外線輻射，這導致初步認定水星有衛星。不久之後，過量的紫外線被確認是巨爵座31號星的，而水星的衛星論述亦走入歷史。
這艘太空船三度飛臨水星，最接近時與表面的距離只有327公里。在第一次接近時，儀器偵測到水星有磁場，這使得行星地質學家大為驚訝—因為水星的自轉極為緩慢，不致於產生發電機效應。第二次的接近主要是要拍攝影像，但在第三次接近時，獲得了廣泛的磁性資料。這些資料顯示水星的磁場非常類似於地球，使得水星周圍的太陽風產生偏離。水星磁場的起源依然有幾個主要的理論在相互競爭。
在1975年3月24日，就在最後一次接近水星之後8天，水手10號耗盡了燃料。由於不能再精確地控制它的軌道，於是任務控制者關閉了探測器的儀器。水手10號被認為仍然環繞著太陽，每隔幾個月仍會接近水星一次。

#### 信使號

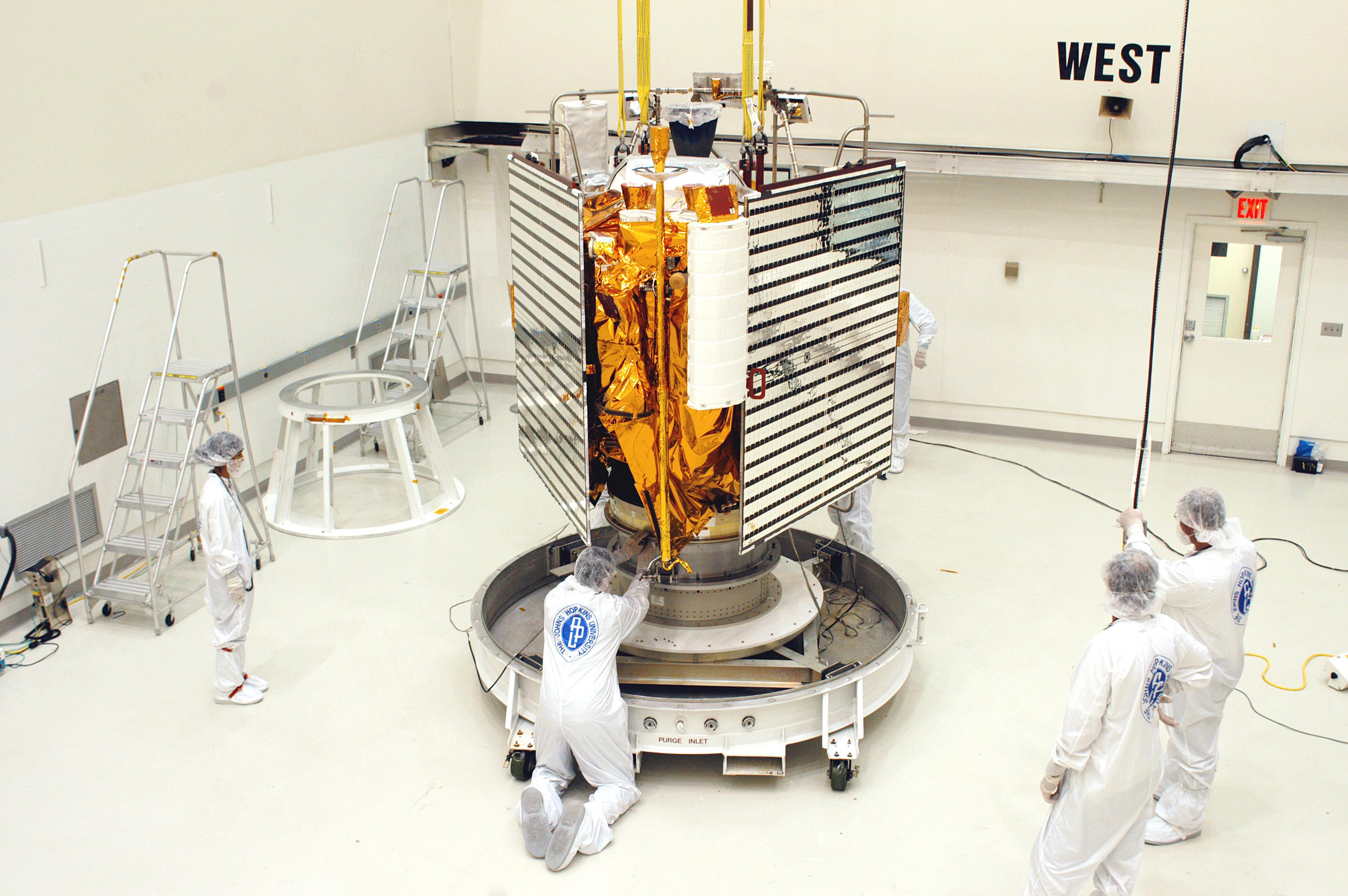
正在準備發射的信使號

信使號是NASA前往水星的第二艘太空船，於2004年8月3日使用波音戴爾他2型火箭從卡納維拉爾角空軍基地發射。它在2005年8月飛越地球，並在2006年10月和2007年6月掠過金星，將它調整至正確的軌道，以達到能環繞水星的軌道。在2008年1月14日，信使號首度飛越水星，2008年10月6日再度飛越，並於2009年9月29日第三度飛越。在這幾次的飛越中，將水手10號未曾拍攝的半球都拍攝了。探測器在2011年3月18日成功進入繞行水星的橢圓軌道。信使號是在一个大椭圆轨道上以12小时为周期绕水星转动，距离水星表面最近时距离为200千米，最远则可达15,193千米。它的轨道最低点位于水星北纬60度的上空，之所以这样选择是为了能详细地研究巨大的卡洛里盆地。这个盆地直径1,550千米，是水星最大的表面特征。並在2011年3月29日獲得了第一張在軌道上的水星影像。信使号在2012年成功完成它的主要任务。在继续完成两个扩展任务之后，信使号于2015年初开始用它残留的机动燃料执行轨道衰减。信使号任务结束后于2015年4月30日撞击水星表面。
這項任務要釐清六個關鍵的問題：水星的高密度、地質歷史、磁場的本質、核的結構、兩極是否有冰以及稀薄的大氣是如何形成的。為了達到這些目的，探測器攜帶了比水手10號的儀器解析度更高許多的影像成像設備，各式光譜儀測量地殼中元素的豐度，和磁強計等設備來測量帶電粒子的速度。詳細測量探測器在軌道速度上的微小變化，用來推斷水星內部構造的詳細資訊。

#### 貝皮可倫坡號
歐洲太空總署計畫和日本合作，以兩艘太空船環繞水星：一艘描繪水星地圖，另一艘研究它的磁氣層，稱為貝皮可倫坡號的探測計畫。在2018年10月20日發射太空船，預期將於2025年前抵達水星。載具將釋放一個磁強計進入環繞水星的橢圓軌道，然後化學火箭將點燃，讓繪製地圖的探測器進入圓軌道。這兩個探測器都將運作一個地球年。繪圖探測器將攜帶類似於信使號的光譜儀，和在許多不同的波長上研究這顆行星，包括紅外線、紫外線、X射線和伽馬射線。
俄國人計畫在2011年-2012年之間用聯盟火箭送出他們的飛船，飛船將在四年後到達水星，將會環繞軌道飛行，繪製地圖並且研究它的磁場。

### 成為人類殖民地的可能
在水星南北極的環形山是一個很有可能適合成為地球外人類殖民之地，因為該地的溫度常年維持在大約-200℃。這是因為水星微弱的軸傾斜以及因為基本沒有大氣，所以有日光照射的部分的熱量很難擕帶至此，即使水星兩極較為淺的環形山底部也總是黑暗的。適當的人類活動將能加熱殖民地以達到一個舒適的溫度，相比週圍大部分區域來說，較低的環境溫度將能使散失的熱量更易處理。

## 在文化中

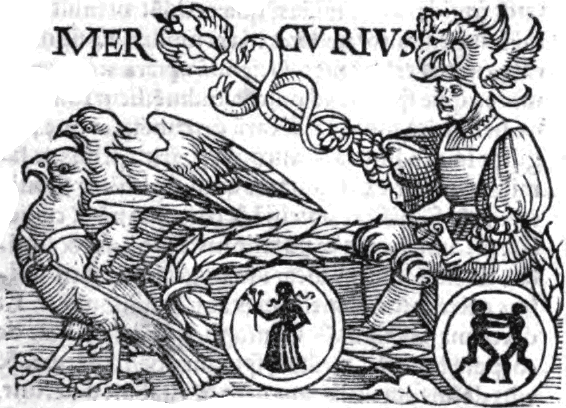
在波納提 (Guido Bonatti) 1550年版的Liber astronomiae一書中的水星

在西洋占星學，水星統領的星宮是雙子宮和室女宮。也就是當水星在這些星宮時對這兩個星宮的人影響最大。
在中國天文學中，辰星曰北方水，太陰之精，主冬，日壬、癸。
在天文學家於最近幾十年創建詳細的水星地圖前，Solitudo Hermae Trismegisti（荒蕪的 Hermes Trismegistus ）被認為是水星的一大特色，覆蓋了行星1/4的東南象限。
「墨丘利」亦是古斯塔夫·霍爾斯特的樂曲，行星組曲中運動的四棱使者。

### 科幻
水星是科幻小說作者感興趣的題材。主題主要包括暴露在太陽輻射下的危險、停留在水星緩慢移動的晨昏圈上被過度輻射所傷害的可能（可能因為水星表面溫度很高的緣故）。

### 引用
1. ↑  . Merriam-Webster Online.   [2008-06-12]. （原始内容存档于2008-10-07）.
2. ↑  . Wiktionary. 2010-08-02  [2013-11-02]. （原始内容存档于2013-11-04）.
3. ↑  Yeomans, Donald K. . NASA JPL. 2008-04-07  [2008-04-07]. （原始内容存档于2020-05-20）.
4. 1 2 3 4 5 6 7 8 9 10 11 12  . NASA Goddard Space Flight Center. 2007-11-30  [2008-05-28]. （原始内容存档于2015-11-06）.
5. ↑  . 2009-04-03  [2009-04-03]. （原始内容存档于2009-05-14）. (produced with Solex 10 （页面存档备份，存于） written by Aldo Vitagliano; see also Invariable plane)
6. 1 2 3 4 5 6 7 8  Munsell, Kirk; Smith, Harman; Harvey, Samantha. . Solar System Exploration. NASA. 2009-05-28  [2008-04-07]. （原始内容存档于2015-11-16）.
7. 1 2  P. Kenneth Seidelmann, B. A. Archinal, M. F. A’hearn, A. Conrad, G. J. Consolmagno, D. Hestroffer, J. L. Hilton, G. A. Krasinsky, G. Neumann, J. Oberst, P. Stooke, E. F. Tedesco, D. J. Tholen, P. C. Thomas, I. P. Williams. . Celestial Mechanics and Dynamical Astronomy. 2007-07-01, 98 (3): 155–180  [2018-04-02]. ISSN 0923-2958. doi:10.1007/s10569-007-9072-y. （原始内容存档于2021-03-24） （英语）.
8. 1 2 3  Margot, L.J.; Peale, S. J.; Jurgens, R. F.; Slade, M. A.; Holin, I. V. . Science. 2007, 316 (5825): 710–714. Bibcode:2007Sci...316..710M. PMID 17478713. doi:10.1126/science.1140514.
9. 1 2  Mallama, A.; Wang, D.; Howard, R.A. . Icarus. 2002, 155 (2): 253–264. Bibcode:2002Icar..155..253M. doi:10.1006/icar.2001.6723.
10. 1 2  Vasavada, Ashwin R.; Paige, David A.; Wood, Stephen E.  (PDF). Icarus. 1999-02-19, 141 (2): 179–193  [2012-07-02]. Bibcode:1999Icar..141..179V. ISSN 0019-1035. doi:10.1006/icar.1999.6175. Figure 3 with the "TWO model"; Figure 5 for pole. （原始内容存档 (PDF)于2012-11-13）.
11. 1 2 3  Mallama, A. . Sky and Telescope. 2011, 121(1): 51–56.
12. 1 2  Espenak, Fred. . NASA Reference Publication 1349. NASA. 1996-07-25  [2008-05-23]. （原始内容存档于2012-10-16）.
13. ↑  莊雅州. . 中正大學中文學術年刊. 2004, 6: 125–160  [2023-06-23]. （原始内容存档于2023-06-23）. 五大行星異名極多……今日的通稱，與五大行星的顏色有關。行星並不像恆星那樣能自身發光，而是反射太陽光，而反射的光波波長與行星表面大氣成份有關。歲星青色，故稱木星；熒惑紅色，故稱火星；填星（鎮星）黃色，故稱土星；太白白色，故稱金星；辰星灰色，屬黑色系列，故稱水星。這樣的命名，剛好與五行所配的顏色相符。
14. ↑  《乙巳占》：「凡五星，各有常色，各有本體。至如歲星色青，熒惑色赤，如大角，如參左肩，是其常色。填星色黃，太白色白，如五車大星有光。辰星色黑，如奎大星。」
《靈臺秘苑》：「歲星者……在春曰王，象如左角（原文寫參左角，其「參」字應為衍文，據《開元占經》：「歲星之王也，戶，立春至春之盡，其色比左角大而蒼……歲星如左角之狀，其色蒼」，僅言「左角」）大而青有精光，仲春之時有芒角……熒惑者……至夏旺，色比心大星而有精明，仲夏之時有芒角……鎮星者……在四季曰王，色正黃，北極中央大星而精明有芒角……太白者……在秋曰王，其色比狼星精明而有光，仲秋之時有芒角……辰星者……在冬曰王，色比奎大星精明有光，冬至之時有芒角……五星有色、大小不同，各依其行而順時應節。色變青比參右肩，赤比心大星，黃比參左肩，白比狼，黑比奎大星，不失常色而應其央者，吉。色害行，凶。」

《史記·天官書》：「太白白，比狼（天狼星）；赤，比心（心宿二）；黃，比參左肩（參宿四）；蒼，比參右肩（參宿五）；黑，比奎大星（奎宿九）。」（莊雅州 〈科學與迷信之際：史記天官書今探〉一文指出：「天狼星為白色，心宿二為紅色，參右肩（參宿五，獵戶γ）為藍白色，都與今日所見相同，惟參左肩（參宿四，獵戶α）現代為紅色，司馬遷卻記為黃色，近代美國天文學家布瑞徹（Bureche）研究，認為這顆恆星原本是紅色，2,700年前曾經發生過爆炸，根據推算，它在漢初確實是黃色，後來又漸漸恢復原來的紅色。奎大星（奎宿九，仙女β）為暗紅色，司馬遷記載為黑色，正表示其為較暗的星。」 ）
15. ↑  Wudka, Jose. . Physics 7: Relativity and Cosmology. Department of Physics & Astronomy, University of California, Riverside. 1998-09-24  [2010-08-09]. （原始内容存档于2011-08-13）.
16. 1 2  NASA photos reveal Mercury is shrinking - Yahoo! News 的存檔，存档日期2008-02-08.
17. ↑  . C. T. Russell & J. G. Luhmann.   [2007-03-16]. （原始内容存档于2010-07-19）.
18. 1 2 3 4 5 6 7  Strom, Robert G.; Sprague, Ann L. . Springer. 2003. ISBN 1-85233-731-1.
19. ↑  Staff. . US Geological Survey. 2003-05-08  [2006-11-26]. （原始内容存档于2011-09-27）.
20. ↑  Lyttleton, R. A. . Astrophysics and Space Science. 1969, 5 (1): 18. Bibcode:1969Ap&SS...5...18L. doi:10.1007/BF00653933.
21. ↑  Gold, Lauren. . Chronicle Online (Cornell University). 2007-05-03  [2008-05-12]. （原始内容存档于2008-04-28）.
22. 1 2  Finley, Dave. . National Radio Astronomy Observatory. 2007-05-03  [2008-05-12]. （原始内容存档于2008-05-16）.
23. ↑  Spohn, Tilman; Sohl, Frank; Wieczerkowski, Karin; Conzelmann, Vera. . Planetary and Space Science. 2001, 49 (14–15): 1561–1570. Bibcode:2001P&SS...49.1561S. doi:10.1016/S0032-0633(01)00093-9.
24. ↑  Gallant, R. 1986. The National Geographic Picture Atlas of Our Universe. National Geographic Society, 2nd edition.
25. ↑  Anderson, J. D.; <Please add first missing authors to populate metadata.>;  et al. . Icarus (Academic press). 1996-07-10, 124 (2): 690–697. Bibcode:1996Icar..124..690A. doi:10.1006/icar.1996.0242.
26. ↑  Schenk, P.; Melosh, H. J. . Abstracts of the 25th Lunar and Planetaryjklliho Science Conference. 03/1994, 1994: 1994LPI....25.1203S. Bibcode:1994LPI....25.1203S.
27. 1 2 3 4  Benz, W.; Slattery, W. L.; Cameron, A. G. W. . Icarus. 1988, 74 (3): 516–528. Bibcode:1988Icar...74..516B. doi:10.1016/0019-1035(88)90118-2.
28. 1 2  Cameron, A. G. W. . Icarus. 1985, 64 (2): 285–294. Bibcode:1985Icar...64..285C. doi:10.1016/0019-1035(85)90091-0.
29. ↑  Weidenschilling, S. J. . Icarus. 1987, 35 (1): 99–111. Bibcode:1978Icar...35...99W. doi:10.1016/0019-1035(78)90064-7.
30. 1 2  Grayzeck, Ed. . Johns Hopkins University.   [2008-04-07]. （原始内容存档于2009-12-10）.
31. ↑  . ESA Science & Technology. European Space Agency.   [2008-04-07]. （原始内容存档于2009-12-10）.
32. ↑  . Chemestry World.   [2012-05-01]. （原始内容存档于2011-10-17）.
33. ↑  Staff. . Science Daily. 2008-02-28  [2008-04-07]. （原始内容存档于2008-04-21）.
34. ↑  . US Geological Survey.   [2011-08-20]. （原始内容存档于2014-07-08）.
35. ↑  Blue, Jennifer. . US Geological Survey. 2008-04-11  [2008-04-11]. （原始内容存档于2012-04-08）.
36. 1 2  Dunne, J. A.; Burgess, E. . . NASA History Office. 1978  [2008-05-28]. （原始内容存档于2011-05-24）.
37. ↑  Strom, Robert. . Space Science Reviews. 1979, 24: 3–70. Bibcode:1979SSRv...24....3S. doi:10.1007/BF00221842.
38. ↑  Broadfoot, A. L.; Kumar, S.; Belton, M. J. S.; McElroy, M. B. . Science. 1974-07-12, 185 (4146): 166–169. Bibcode:1974Sci...185..166B. PMID 17810510. doi:10.1126/science.185.4146.166.
39. ↑  Staff. . U.S. Geological Survey. 2003-08-05  [2008-04-07]. （原始内容存档于2011-09-27）.
40. ↑  Head, James W.; Solomon, Sean C. . Science. 1981, 213 (4503): 62–76. Bibcode:1981Sci...213...62H. PMID 17741171. doi:10.1126/science.213.4503.62.
41. ↑  Morris, Jefferson. . Aviation Week & Space Technology. 2008-11-10, 169 (18): 18. Mercury's crust is more analogous  to a marbled cake than a layered cake.
42. 1 2 3 4 5 6 7  Spudis, P. D. . Workshop on Mercury: Space Environment, Surface, and Interior, Chicago. 2001: 100. Bibcode:2001mses.conf..100S.
43. ↑  Shiga, David. . NewScientist.com news service. 2008-01-30  [2008-02-18]. （原始内容存档于2008-05-04）.
44. ↑  Schultz, Peter H.; Gault, Donald E. . Earth, Moon, and Planets. 1975, 12 (2): 159–175. Bibcode:1975Moon...12..159S. doi:10.1007/BF00577875.
45. ↑  Wieczorek, Mark A.; Zuber, Maria T. . Journal of Geophysical Research. 2001, 106 (E11): 27853–27864  [2008-05-12]. Bibcode:2001JGR...10627853W. doi:10.1029/2000JE001384. （原始内容存档于2011-05-12）.
46. ↑  Denevi, B. W.; Robinson, M. S. . Lunar and Planetary Science. 2008, 39: 1750. Bibcode:2008LPI....39.1750D.
47. 1 2 3  Wagner, R. J.; Wolf, U.; Ivanov, B. A.; Neukum, G. . . Chicago, IL: Lunar and Planetary Science Institute: 106. October 4–5, 2001. Bibcode:2001mses.conf..106W.
48. ↑  Dzurisin, D. . Journal of Geophysical Research. 1978-10-10, 83 (B10): 4883–4906. Bibcode:1978JGR....83.4883D. doi:10.1029/JB083iB10p04883.
49. ↑  Van Hoolst, Tim; Jacobs, Carla. . Journal of Geophysical Research. 2003, 108 (E11): 7. Bibcode:2003JGRE..108.5121V. doi:10.1029/2003JE002126.
50. 1 2  McKee, Maggie. . 科學人. 2012-11-29  [2012-12-01]. （原始内容存档于2012-12-01）.
51. ↑  Prockter, Louise.  (PDF) 26 2. Johns Hopkins APL Technical Digest. 2005  [2009-07-27]. （原始内容 (PDF)存档于2006-09-11）.
52. ↑  Lewis, John S.  2nd. Academic Press. 2004: 463. ISBN 0-12-446744-X.
53. ↑  Murdock, T. L.; Ney, E. P. . Science. 1970, 170 (3957): 535–537. Bibcode:1970Sci...170..535M. PMID 17799708. doi:10.1126/science.170.3957.535.
54. ↑  Lewis, John S. . Academic Press. 2004: 461  [2008-06-03]. ISBN 978-0-12-446744-6.
55. ↑  Ingersoll, Andrew P.; Svitek, Tomas; Murray, Bruce C. . Icarus. 1992, 100 (1): 40–47. Bibcode:1992Icar..100...40I. doi:10.1016/0019-1035(92)90016-Z.
56. ↑  Slade, M. A.; Butler, B. J.; Muhleman, D. O. . Science. 1992, 258 (5082): 635–640. Bibcode:1992Sci...258..635S. PMID 17748898. doi:10.1126/science.258.5082.635.
57. ↑  Williams, David R. . NASA Goddard Space Flight Center. 2005-06-02  [2008-05-23]. （原始内容存档于2011-01-31）.
58. 1 2 3  Rawlins, K; Moses, J. I.; Zahnle, K.J. . Bulletin of the American Astronomical Society. 1995, 27: 1117. Bibcode:1995DPS....27.2112R.
59. ↑  Harmon, J. K.; Perillat, P. J.; Slade, M. A. . Icarus. 2001, 149 (1): 1–15. Bibcode:2001Icar..149....1H. doi:10.1006/icar.2000.6544.
60. ↑  Domingue, Deborah L.; Koehn, Patrick L.; Killen, Rosemary M.; Sprague, Ann L.; Sarantos, Menelaos; Cheng, Andrew F.; Bradley, Eric T.; McClintock, William E. . Space Science Reviews. 2009, 131 (1–4): 161–186. Bibcode:2007SSRv..131..161D. doi:10.1007/s11214-007-9260-9.
61. ↑  Hunten, D. M.; Shemansky, D. E.; Morgan, T. H.  (PDF). . University of Arizona Press. 1988  [2009-05-18]. ISBN 0-8165-1085-7. （原始内容存档 (PDF)于2010-06-25）.
62. ↑  Lakdawalla, Emily. . 2008-07-03  [2009-05-18]. （原始内容存档于2008年7月7日）.
63. ↑  Zurbuchen, Thomas H.; Raines, Jim M.; Gloeckler, G.; Krimigis, S. M.; Slavin, J. A.; Koehn, P. L.; Killen, R. M.; Sprague, A. L.; McNutt, R. L. . Science. 2008, 321 (5885): 90–92. Bibcode:2008Sci...321...90Z. PMID 18599777. doi:10.1126/science.1159314.
64. ↑  . University of Michigan. 2008-06-30  [2009-05-18]. （原始内容存档于2012-05-22）.
65. ↑  Killen, Rosemary; Cremonese, Gabrielle; Lammer, Helmut; Orsini, Stefano; Potter, Andrew E.; Sprague, Ann L.; Wurz, Peter; Khodachenko, Maxim L.; Lichtenegger, Herbert I. M. . Space Science Reviews. 2007, 132 (2–4): 433–509. Bibcode:2007SSRv..132..433K. doi:10.1007/s11214-007-9232-0.
66. ↑  McClintock, William E.; Vervack Jr., Ronald J.; Bradley, E. Todd; Killen, RM; Mouawad, N; Sprague, AL; Burger, MH; Solomon, SC; Izenberg, NR. . Science. 2009, 324 (5927): 610–613. Bibcode:2009Sci...324..610M. PMID 19407195. doi:10.1126/science.1172525.
67. 1 2 3 4  Beatty, J. Kelly; Petersen, Carolyn Collins; Chaikin, Andrew. . Cambridge University Press. 1999. ISBN 0-521-64587-5.
68. ↑  Seeds, Michael A.  4th. Brooks Cole. 2004. ISBN 0-534-42111-3.
69. ↑  Williams, David R. . NASA National Space Science Data Center. 2005-01-06  [2006-08-10]. （原始内容存档于2016-03-04）.
70. 1 2 3  Staff. . NASA. 2008-01-30  [2008-04-07]. （原始内容存档于2013年3月31日）.
71. ↑  Gold, Lauren. . Cornell University. 2007-05-03  [2008-04-07]. （原始内容存档于2008-04-28）.
72. ↑  Christensen, Ulrich R. . Nature. 2006, 444 (7122): 1056–1058. Bibcode:2006Natur.444.1056C. PMID 17183319. doi:10.1038/nature05342.
73. ↑  Spohn, T.; Sohl, F.; Wieczerkowski, K.; Conzelmann, V. . Planetary and Space Science. 2001, 49 (14–15): 1561–1570. Bibcode:2001P&SS...49.1561S. doi:10.1016/S0032-0633(01)00093-9.
74. 1 2  Steigerwald, Bill. . NASA Goddard Space Flight Center. 2009-06-02  [2009-07-18]. （原始内容存档于2012-05-22）.
75. ↑  . Planetary Society.   [2007-04-12]. （原始内容存档于2006-09-02）.
76. ↑  Espenak, Fred. . NASA/Goddard Space Flight Center. 2005-04-21  [2008-05-20]. （原始内容存档于2016-11-18）.
77. ↑  Biswas, Sukumar. . Astrophysics and Space Science Library. Springer. 2000: 176. ISBN 0-7923-5813-9.
78. ↑  Mercury Closest Approaches to Earth generated with: 
 1. Solex 10 （页面存档备份，存于） (Text Output file （页面存档备份，存于）) 
 2. Gravity Simulator charts （页面存档备份，存于） 
 3. JPL Horizons 1950–2200 （页面存档备份，存于）
 (3 sources are provided to prevent {{Or|date=July 2011}} concerns and to support general long-term trends)
79. ↑  Liu, Han-Shou; O'Keefe, John A. . Science. 1965, 150 (3704): 1717. Bibcode:1965Sci...150.1717L. PMID 17768871. doi:10.1126/science.150.3704.1717.
80. ↑  Correia, Alexandre C.M; Laskar, Jacques. . Icarus. 2009, 201 (1): 1. Bibcode:2009Icar..201....1C. arXiv:0901.1843 . doi:10.1016/j.icarus.2008.12.034.
81. ↑  Correia, Alexandre C. M.; Laskar, Jacques. . Nature. 2004, 429 (6994): 848–850. Bibcode:2004Natur.429..848C. PMID 15215857. doi:10.1038/nature02609.
82. ↑  Laskar, J. . Icarus. 2008-03-18, 196 (1): 1–15. Bibcode:2008Icar..196....1L. doi:10.1016/j.icarus.2008.02.017.
83. ↑  Laskar, J.; Gastineau, M. . Nature. 2009-06-11, 459 (7248): 817–819. Bibcode:2009Natur.459..817L. PMID 19516336. doi:10.1038/nature08096.
84. ↑  U. Le Verrier (1859), (in French), "Lettre de M. Le Verrier à M. Faye sur la théorie de Mercure et sur le mouvement du périhélie de cette planète", Comptes rendus hebdomadaires des séances de l'Académie des sciences (Paris), vol. 49 (1859), pp. 379–383. (At p. 383 in the same volume Le Verrier's report is followed by another, from Faye, enthusiastically recommending to astronomers to search for a previously undetected intra-mercurial object.)
85. ↑  Baum, Richard; Sheehan, William. . New York: Plenum Press. 1997. ISBN 0-306-45567-6.
86. ↑  Clemence, G. M. . Reviews of Modern Physics. 1947, 19 (4): 361–364. Bibcode:1947RvMP...19..361C. doi:10.1103/RevModPhys.19.361.
87. ↑  Clemence, G. M. . Reviews of Modern Physics. 1947, 19 (4): 361–364. Bibcode:1947RvMP...19..361C. doi:10.1103/RevModPhys.19.361.
88. ↑  Gilvarry, J. J. . Physical Review. 1953, 89 (5): 1046. Bibcode:1953PhRv...89.1046G. doi:10.1103/PhysRev.89.1046.
89. ↑  Anonymous. . Reflections on Relativity. MathPages.   [2008-05-22]. （原始内容存档于2019-08-03）.
90. ↑  .   [2009-10-22]. （原始内容存档于2006-02-10）.
91. ↑  Tezel, Tunç. . Department of Physics at Fizik Bolumu in Turkey. 2003-01-22  [2008-05-24]. （原始内容存档于2016-09-12）.
92. ↑  Dunne, J. A.; Burgess, E. . . NASA History Office. 1978  [2012-07-02]. （原始内容存档于2011-05-24）.
93. ↑  Dunne, J. A. and Burgess, E. . . NASA History Office. 1978  [2008-05-28]. （原始内容存档于2011-05-24）.
94. ↑  Phillips, Tony. . SP-423 Atlas of Mercury. NASA. October 1976  [2008-04-07]. （原始内容存档于2008-03-25）.
95. ↑  . European Space Agency.   [2008-05-30]. （原始内容存档于2016-05-20）.
96. ↑  Tariq Malik. . USA Today. 2004-08-16  [2008-05-23]. （原始内容存档于2008-05-17）.
97. ↑  Merton E. Davies;  et al. . . NASA Office of Space Sciences. 1978  [2008-05-30]. （原始内容存档于2011-03-09）.
98. ↑  Ness, Norman F. . Space Science Reviews. 1978, 21 (5): 527–553. Bibcode:1978SSRv...21..527N. doi:10.1007/BF00240907.
99. ↑  Dunne, J. A. and Burgess, E. . . NASA History Office. 1978  [2012-07-02]. （原始内容存档于2011-05-24）.
100. ↑  Grayzeck, Ed. . NSSDC Master Catalog. NASA. 2008-04-02  [2008-04-07]. （原始内容存档于2018-09-08）.
101. ↑  . SpaceRef.com. 2005  [2006-03-02].
102. ↑  . Johns Hopkins University Applied Physics Laboratory. 2008-01-14  [2008-05-30]. （原始内容存档于2013年5月13日）.
103. ↑  . MESSENGER Mission News. 2009-09-30  [2009-09-30]. （原始内容存档于2013年5月10日）.
104. 1 2  . European Space Agency. 2007-02-26  [2008-05-29]. （原始内容存档于2008-03-31）.
105. ↑  Fleming, Nic. . The Telegraph. 2008-01-18  [2008-05-23]. （原始内容存档于2012-05-16）.
106. ↑  . European Space Agency. 2006-02-21  [2008-05-29]. （原始内容存档于2006-09-28）.
107. ↑  Beck, Roger. . Wiley-Blackwell. 2007: 84–87. ISBN 1-4051-1074-0.
108. Davies, Merton E;  et al. . SP-423 Atlas of Mercury. NASA. October 1976  [2010-08-09]. （原始内容存档于2013-04-10）.

## 外部連結
- Atlas of Mercury—NASA （页面存档备份，存于）
- Gazeteer of Planetary Nomenclature – Mercury (USGS) （页面存档备份，存于）
- SolarViews.com—Mercury （页面存档备份，存于）
- Astronomy Cast: Mercury （页面存档备份，存于）
- Geody Mercury （页面存档备份，存于） World’s search engine that supports NASA World Wind, Celestia, and other applications.
- A Day On Mercury flash animation
- Mercury articles in Planetary Science Research Discoveries （页面存档备份，存于）
- 'BepiColombo', ESA的水星任務 （页面存档备份，存于）
- 'Messenger', NASA的水星任務（页面存档备份，存于）
- Mercury （页面存档备份，存于） — About Space
- Nine Planets Information （页面存档备份，存于）
- NASA's Mercury fact sheet （页面存档备份，存于）
- Merkur(dt.) （页面存档备份，存于）
- Planets — Mercury （页面存档备份，存于） A kid’s guide to Mercury.
- Mercury World Book Online Reference Center